# Astro Lounge
Astro Lounge är ett musikalbum av Smash Mouth som släpptes 1999 på skivbolaget Interscope Records. Albumet som var gruppens andra studioalbum blev också deras största framgång, mycket tack vare hitsingeln "All Star" som nådde fjärdeplatsen på Billboard Hot 100 i USA, och även blev en europeisk hit. Även låtarna "Then the Morning Comes" och "Can't Get Enough of You Baby" blev mindre hitsinglar.

## Låtlista
(låtar utan angiven upphovsman skrivna av Greg Camp)
1. "Who's There" - 3:33
2. "Diggin' Your Scene" - 3:10
3. "I Just Wanna See" (Greg Camp, Paul De Lisle) - 3:45
4. "Waste" - 3:27
5. "All Star" - 3:21
6. "Satellite" - 3:39
7. "Radio" - 3:21
8. "Stoned" - 4:10
9. "Then the Morning Comes" - 3:04
10. "Road Man" - 2:31
11. "Fallen Horses" (Camp, Steve Harwell, Lisle, Kevin Coleman, Michael Klooster) - 4:06
12. "Defeat You" - 3:54
13. "Come On, Come On" (Camp, Harwell) - 2:33
14. "Home" - 3:12
15. "Can't Get Enough of You, Baby" (Sandy Linzer, Denny Randell) - 2:30

## Listplaceringar
- Billboard 200, USA: #6[1]
- Australien: #29[2]
- Nya Zeeland: #19[3]
- Nederländerna: #85[4]

## Fotnoter
1. ↑  https://www.billboard.com/music/smash-mouth/chart-history/billboard-200
2. ↑  https://australian-charts.com/showitem.asp?interpret=Smash+Mouth&titel=Astro+Lounge&cat=a
3. ↑  https://charts.nz/showitem.asp?interpret=Smash+Mouth&titel=Astro+Lounge&cat=a
4. ↑  https://dutchcharts.nl/showitem.asp?interpret=Smash+Mouth&titel=Astro+Lounge&cat=a